# Else Wirminghaus

Else Wirminghaus (1908)

Else Pauline Marie Wirminghaus (* 29. April 1867 in Oldenburg; † 13. August 1939 in Köln-Lindenthal, geboren als Else Pauline Marie Strackerjan) war eine deutsche Autorin, Förderin der Frauenbewegung, studierte Musikerin und Klavierlehrerin.

## Leben
Die Protestantin Else Wirminghaus war die Tochter des Lehrers, Germanisten und Gymnasialdirektors Karl Dietrich August Strackerjan, dessen Leben sie 1905 biographisch niederschrieb, und von Mathilde Johanna Elisabeth, geb. Schröder. Sie heiratete am 20. Mai 1890 in Oldenburg Alexander Wirminghaus. Gemeinsam hatten sie drei Kinder. Ihr einziger Sohn, Helmuth, wurde ein bekannter Kölner Architekt.
17-jährig ging Else Strackerjan nach Leipzig, um dort ein Musikstudium aufzunehmen, das sie als examinierte Klavierlehrerin abschloss. Auch nach ihrer Heirat unterrichtete sie Privatschüler. 1892 zog sie mit ihrem Mann und dem erstgeborenen Sohn nach Köln. Alexander Wirminghaus hatte dort die Stelle als Syndikus der Kölner Handelskammer angetreten, weshalb die Familie auch in deren Haus auf der Rheingasse 8, dem Overstolzenhaus, lebte. 1904 ließ sie sich durch Klara Sander und Margarete Buschhausen für den kurz zuvor von ihnen gegründeten „Verein zur Verbesserung der Frauenkleidung“ werben, dessen Vorsitz sie 1905 übernahm. Klara Sander gefiel „Die Kühle und der Ernst der Norddeutschen“. Sander hielt ferner in ihren Erinnerungen fest: „Als sie die Organisation unseres Vereins für Verbesserung der Frauenkleidung in die Hand nahm, bekam die Sache Gestalt. Sie selbst hatte keine Ahnung von Kleideranfertigung, aber sie war fest überzeugt davon, daß eine Emanzipation der Frauen solange unmöglich war, wie die Knechtschaft der Mode herrschte und sie sich durch die Einschnürung der Körpermitte sich allerlei Gebrechen zuzogen, die sie im Wettbewerb mit dem Mann ins Hintertreffen brachten.“ Gemeinsam warben sie für die in Köln als „Naakspunjels“ (Nachthemden) bezeichneten Reformkleider. Die Vorstandsmitglieder Margarete Buschhausen und Maria Thierbach betrieben in Köln Schneiderateliers, in denen sie sich auf Reformtracht spezialisiert hatten. Vorträge, Wettbewerbe und die Verteilung von Merkblättern zählten zu den weiteren Aktionen des Vereins. Sander und Wirminghaus übten auch die Schriftleitung über die ab 1905 herausgegebene Vereinszeitschrift Die neue Frauenkleidung aus, deren Titel 1910 in Neue Frauenkleidung und Frauenkultur geändert wurde. Die zunächst vierteljährlich erscheinende Zeitschrift wurde auf Kunstdruckpapier gedruckt und enthielt von Beginn an auch Fotografien. Ärzte wie Schneider lieferten Beiträge zur Reformkleidung aus verschiedenen Aspekten. Sie wurde in der Folge auch Vereinsblatt weiterer Vereinsgründungen in anderen Städten und Regionen, darunter auch des 1906 gegründeten „Rheinisch-westfälischen Verbandes zur Verbesserung der Frauenkleidung“. Während es noch 1906 drei parallel erscheinende Vereinsblätter gab, wurde Die neue Frauenkleidung im selben Jahr das zentrale Verbandsorgan. 1908 betrug seine Auflage 3000, 1911 6000 und stieg bis 1915 auf 8700 Exemplare an. Ab 1910, inzwischen waren 21 Vereine Mitglieder des 1907 gegründeten „Deutschen Verbandes für Verbesserung der Frauenkleidung“, erschien das Vereinsblatt mit nun 10 Ausgaben jährlich, bei der G. Braunschen Hofdruckerei in Karlsruhe. 1909 war der Kölner „Verein zur Verbesserung der Frauenkleidung“ Gründungsmitglied des “Verbandes Kölner Frauenvereine”; Else Wirminghaus übernahm auch dort den Vereinsvorsitz.
Lange bevor es allgemein üblich wurde, befasste sie sich mit einer natürlichen Körperkultur als Grundlage für ein gesundes Leben und zweckmäßiger Kleidung. Ergebnis ihrer Gedanken war das Buch Die Frau und die Kultur des Körpers, das 1911 in Leipzig erschien.

„Die Frauen gehen im allgemeinen sehr schlecht, und laufen können sie erst recht nicht.“

Ein weiteres Projekt von Wirminghaus war die Einführung der von Pehr Henrik Ling entwickelten sogenannten schwedischen Gymnastik, die, anders als das im Deutschen Reich ausgeübte Turnen „fließende und harmonische Bewegungen bevorzugte“. Ihr gemeinsam mit der in Stockholm ausgebildeten Heilgymnastin Luise Nyber verfasstes Buch Bleibe jung. Tägliche Körperübungen der Frau. erschien bis 1927 in drei Auflagen. 1904 arrangierte Else Wirminghaus eine Aufführung von Isadora Duncan in den Räumen der Bürgergesellschaft. Die amerikanische Tänzerin entwickelte mit ihren barfüßig aufgeführten Tänzen und für die Zeit ungewöhnlich kurzen Gewändern nach griechischen Vorbildern eine neue, das Körper- und Bewegungsempfinden in den Mittelpunkt stellende Tanzkunst.
Kurz vor dem Ersten Weltkrieg fand in Köln die Werkbundausstellung statt, auf der sie ihren langgehegten Plan einer „Kölner Frauenwoche“ realisierte. Sie selbst hielt dort den Vortrag: „Der harmonische Mensch – Die Grundlage kultureller Fortschritte“. Ihr Mann Alexander war seit 1912 Mitglied des Deutschen Werkbundes. Während des Krieges engagierte sich Else Wirmingahaus in der „Nationalen Frauengemeinschaft“. Sie organisierte Ernährungsvorträge und Kurse mit dem „Hausfrauenbund“, rief eine Beratungs- und Auskunftsstelle „Am Domhof“ ins Leben für „die bedürftigen Kölner Mitbürger und verschämten Armen, sowie für durchreisende Hilfsbedürftige“ und war die Ideengeberin für die „Kleiderstreckung“, eine Nähstube für in Not gekommene aller sozialer Schichten.
Die Eindrücke, die der Krieg hinterließ, veränderten dann möglicherweise ihre Haltung. Sie erkannte für sich, dass die Frauenbewegung bislang die Frauen in den Städten – und hier insbesondere jene von höherem Bildungsstand – in den Fokus gerückt hatte und dabei die Land(arbeiter)frauen und in der Industrie beschäftigte „viel zu wenig beachtet hat“. In der Konsequenz legte sie 1919 ihren Vorsitz im “Verein zur Verbesserung der Frauenkleidung” nieder. Lina Schumacher kommentierte dies am 16. Mai 1929 im “Nachrichtenblatt des Stadtverbands Kölner Frauenvereine” (NB): „Ihr tiefgehendes soziales Gewissen, ihre starke volkserzieherische Einstellung trieb sie, sich an weitere Volksschichten zu wenden, als es die Oberschicht war, der zur Hauptsache der Kreis der Mitglieder des Vereins für neue Frauenkleidung entstammte.“ Schließlich gelangte die seit 1905 betreute Zeitschrift, inzwischen Organ des „Verbandes für Frauenkleidung und Frauenkultur“, im Jahr 1920 zur weiteren Herausgabe an den Verlag Otto Beyer in Leipzig. Die Zusammenarbeit mit Else Wirminghaus und Klara Sander wurde gelöst.
Parallel zu ihrem Rückzug aus dem Vereinsvorsitz gründete sie 1919 mit Klara Sander und der Kölner SPD-Politikerin Elisabeth Kirschmann-Röhl die Monatszeitschrift Die Frau und ihr Haus, „die es sich zur Aufgabe gemacht hat, ernstlich mitzuarbeiten an den brennenden Frauenfragen unsrer Zeit in kultureller, sozialer und erzieherischer Hinsicht.“ (NB vom 5. Februar 1931). Else Wirminghaus übernahm die Hauptschriftleitung und behielt diese zumindest bis 1936. Aus diesem Jahr datieren die letzten erhaltenen Ausgaben. Als Herausgeber firmierte die „Werbestelle für deutsche Frauenkultur“, die von ihr selbst, Klara Sander und neben anderen auch Ida Macco als Mitarbeiterin und Autorin getragen wurde. Lina Schumacher kommentierte im Nachrichtenblatt am 16. Mai 1929: „In einer Zeit wie der unsern, in der politische und weltanschauliche Gegensätze auch die Frauenkreise trennen, berührt es besonders wohltuend, in dem Kreis um Frau Wirminghaus, der sich ‚Werbestelle‘ nennt, Frauen verschiedenster Richtungen und Berufe anzutreffen. Der Runde Tisch, um den man sich allmonatlich einmal bei Frau Wirminghaus versammelt, erscheint mir symbolisch für die harmonische, Menschen verbindende und - bei aller Achtung vor ehrlicher Überzeugung - die Gegensätze überbrückende Art.“ Die äußerst belesene Else Wirminghaus hatte sich mit den Matriarchatstheorien Johann Jakob Bachofens und Mathilde Vaertings befasst, die das Verständnis der Geschlechtsrollen in der Forschung veränderten.

„Gelegentlich einer Sitzung im Preußischen Abgeordnetenhause, in welcher Erziehungsfragen des weiblichen Geschlechts behandelt wurden, sprach ein Vertreter des Ministeriums die Anschauung aus, daß man dem Mädchen doch keinesfalls eine so lange Ausbildungszeit wie dem Knaben zubilligen könne, da es natürlicherweise mit 20 Jahren heiraten müsse. Das heißt also, daß der Mann unbedingt etwa 10 Jahre älter sein müsse als die Frau. Übrigens scheint diese Anschauung von dem herrschenden Brauch schon überholt worden zu sein, denn die heutigen Ehen zeigen viel häufiger annähernde Gleichaltrigkeit der Eheleute als früher. Sehr begreiflich. Früher war der Mann für seine Gattin unbedingte Autorität, und diese war nur aufrechtzuerhalten, wenn er auch im Alter das nötige Übergewicht besaß. Heute aber tritt in der Ehe viel mehr das kameradschaftliche Verhältnis der Gleichberechtigung auf. Und ist dies nicht auch der gesündere Zustand? Ist es nicht für die volle Entfaltung der Frau und für die harmonische Entwicklung des Mannes notwendig, daß zwei Gleichstehende sich gegenseitig beeinflussen? Ein gesund erzogenes Mädchen wird durchaus nicht verblüht sein, auch wenn es nicht, wie jener Regierungsvertreter es jedem Mädchen so dringend wünscht, mit 20 Jahren, sondern erst viel später heiratet und, nachdem es Welt und Menschen kennen gelernt hat, imstande ist, ihren Aufgaben als Mutter und Erzieherin wirklich gerecht zu werden.“

Kurz nach der Machtübernahme durch die Nationalsozialisten und deren Verbündete, schrieb Else Wirminghaus am 9. März 1933 im Nachrichtenblatt, das sie auf eine „Schicksalswende Deutschlands“ hoffe. Ihr Werben ging in Richtung einer „neuen Verbundenheit“ der Menschen. „... diese Verbundenheit suchen wir vor allem im Reich der Mütter – aber nicht auf die Familie beschränkt, sondern auch auf weiten Feldern unerschöpflicher Wirkungsmöglichkeiten für die unverheiratete Frau ...“
Kaum drei Wochen vor Beginn des Zweiten Weltkriegs starb Else Wirminghaus am 13. August 1939 in ihrem Haus in Köln-Lindenthal, Robert-Blum-Str. 11. Ihre Weggefährtin von 1904 bis 1920 in der Frauenbewegung, Klara Sander, hatte im Januar 1936 gemeinsam mit ihrer Tochter Bertha Deutschland verlassen. Als Jüdin war sie in Deutschland nicht mehr erwünscht.
Else Wirminghaus wurde auf dem Kölner Melaten-Friedhof beigesetzt. Die Grabstätte existiert nicht mehr.

## Schriften
- Karl Strackerjan: aus dem Leben und Wirken eines deutschen Schulmannes. Stalling, Oldenburg 1905.
- Die Frau und die Kultur des Körpers. (=Die Kulturaufgaben der Frau, Band 3) C. F. Amelangs, Leipzig 1911.
- mit Klara Sander: Das Kleid der arbeitenden Frau. G. Braun, Karlsruhe 1917.
- mit Klara Sander: Für unsere Kinder: 131 Vorbilder für deutsche Kleider, Wäsche und Handarbeit. 4. Auflage, G. Braun,  Karlsruhe 1920.
- mit Klara Sander: Einfache Kleider, Unterkleidung, Wäsche. Sonderdruck aus der Zeitschrift: Neue Frauenkleidung und Frauenkultur. 2. verbesserte Auflage, G. Braun, Karlsruhe 1920.
- mit Luise Neyber: Bleibe jung. Tägliche Körperübungen der Frau. G. Braun, Karlsruhe 1921 (2. Auflage 1925, 3. Auflage 1927)